# Thamer Kamal Ali
Thamer Kamal Ali (arabisch ثامر كمال علي, DMG Ṯāmir Kamāl ʿAlī; * 12. November 1988 als Thomas Kosgei) ist ein ehemaliger katarischer Leichtathlet kenianischer Herkunft, der im Hindernis-, Mittel- und Langstreckenlauf an den Start ging.

## Sportliche Laufbahn
Erste internationale Erfahrungen sammelte Thamer Kamal Ali bei den Crosslauf-Weltmeisterschaften 2003 in Saint-Étienne, bei denen er in 25:10 min den 25. Platz im U20-Rennen belegte. Im Juli belegte er bei den Jugendweltmeisterschaften in Marrakesch in 5:49,77 min den neunten Platz über 2000 m Hindernis und im November siegte er dann in 8:05,03 min im 3000-Meter-Lauf bei den erstmals ausgetragenen Hallenasienspielen in Bangkok. Daraufhin sicherte er sich bei den Westasienspielen in Doha in 8:33,03 min die Silbermedaille über 3000 m Hindernis hinter seinem Landsmann Musa Amer Obaid. Bei den Crosslauf-Weltmeisterschaften 2006 in Fukuoka gelangte er nach 24:05 min auf den siebten Platz im U20-Rennen und anschließend siegte er in 3:49,74 min im 1500-Meter-Lauf bei den Juniorenasienmeisterschaften in Macau und gewann im Hindernislauf in 8:43,09 min die Silbermedaille. Daraufhin wurde er bei den Juniorenweltmeisterschaften in Peking in 8:48,73 min Neunter über die Hindernisse. Im Dezember nahm er erstmals an den Asienspielen in Doha teil und klassierte sich dort mit 8:43,02 min auf dem fünften Platz. Bei den Crosslauf-Weltmeisterschaften 2007 in Mombasa lief er nach 41:52 min auf Rang 110 im Erwachsenenrennen im Ziel ein und im Mai gewann er bei den Arabischen Meisterschaften in Amman in 8:32,54 min die Silbermedaille über 3000 m Hindernis hinter dem Bahrainer Tareq Mubarak Taher und belegte in 29:06,1 min den vierten Platz im 10.000-Meter-Lauf. Daraufhin gewann er auch bei den Asienmeisterschaften ebendort in 8:40,49 min die Silbermedaille im Hindernislauf hinter dem Saudi-Araber Ali al-Amri. Dann startete er bei den Weltmeisterschaften in Osaka und schied dort mit 8:41,81 min im Vorlauf aus. Im Jahr darauf siegte er in 3:40,86 min über 1500 m bei den Hallenasienmeisterschaften in Doha und schied anschließend bei den Hallenweltmeisterschaften in Valencia mit 3:44,17 min im Vorlauf aus. Über diese Distanz nahm er dann im Sommer an den Olympischen Spielen in Peking teil, kam dort aber mit 3:41,08 min nicht über die erste Runde hinaus. 2009 siegte er in 3:42,36 min bei den Hallenasienspielen in Hanoi und im Jahr darauf schied er bei den Weltmeisterschaften in Doha mit 3:49,64 min im Vorlauf aus. Ende November nahm er erneut an den Asienspielen in Guangzhou teil und gewann dort in 8:26,27 min die Silbermedaille über 3000 m Hindernis hinter dem Bahrainer Tareq Mubarak Taher. Daraufhin beendete er seine aktive sportliche Karriere im Alter von 22 Jahren.

## Persönliche Bestzeiten
- 1500 Meter: 3:35,56 min, 9. Mai 2008 in Doha
  - 1500 Meter (Halle): 3:40,86 min, 15. Februar 2008 in Doha
- 3000 Meter: 7:51,61 min, 15. Juli 2007 in Gent
  - 3000 Meter (Halle): 8:05,03 min, 14. November 2005 in Bangkok
- 5000 Meter: 13:47,62 min, 10. Juli 2010 in Pergine Valsugana
- 3000 m Hindernis: 8:20,29 min, 26. Juli 2006 in Helsinki